# Voorhout
Voorhout falu és egykori község Nyugat-Hollandiában, Dél-Hollandia tartományban. Az egykori önkormányzat területe 12,59 km² ebből 0,33 négyzetkilométert víz borít. 2004-ben 14 792 lakosa volt. Sassenheimmel és Warmonddal együtt 2006. január 1-jén a Teylingen önkormányzat része lett. Voorhout a Dűne és Bulb Régió (Duinen Bollenstreek) nevű területen található.
Ez magában foglalta Piet Gijzenbrug (részben) és Teijlingen közösségeit is a Slot Teylingennel.

## Története
1988-ban ünnepelte fennállásának 1000. évfordulóját. Egy Voorhoutot megemlítő levél 988-ból azt állítja, hogy II. Dirk holland gróf a „Foranholte” (Voorhout régi neve) templomát az Egmond-apátságnak adományozta. A név második része -holte vagy -hout (jelentése „faanyag”) az akkoriban feltehetően erősen erdős dűnékre utal. Települések keletkeztek ezen a környéken, Voorhout pedig egy erdő előtt jött létre. A közeli Noordwijkerhout is erre az erdőre utal, akárcsak Hollandia, amely a Holtland, azaz erdő szarmazéka.
A terület már jóval 988 előtt lakott volt, római érméket találtak. 1907-ben egy gazda 18 bronzbaltát és egy körülbelül 3500 éves vésőt talált a Rijnsburgerwegen. Most a leideni Rijksmuseum van Oudhedenben tekinthetők meg.
1150 óta a teylingeni nemesek fontos szerepet játszottak a területen. A holland grófok rendszeresen találkoztak a Slot Teylingenben. A vár legjelentősebb lakója Jacqueline hainaut-i grófnő volt. Voorhout továbbra is kis település maradt. 1514-ben mindössze 40 házat írtak le benne.
1657-ben megásták a Leidsevaart-csatornát, amely Haarlemből Leidenbe haladt, és Voorhout ennek révén fejlődésnek indult. 1842-ben megnyitották a Haarlem–Leiden vasútvonalat, amelyen Voorhout két megállóhelyet kapott, egyet a Noordwijk melletti Piet Gijzenbrug falucskában, a másikat Voorhout néven. 1900-ban Voorhoutnak körülbelül 2000 lakosa volt. 1944 után új utakat építettek, és mindkét állomást bezárták a személyszállítás előtt. 1960-ban körülbelül 5000 ember élt Voorhoutban. 1988-ra ez a szám 9360-ra nőtt, ami az új Oosthout negyed létrehozásának volt köszönhető. 1997-ben Voorhout ismét vasútállomást kapott. Újabb városrészek épültek, és a lakosság tovább növekedett. 2005. január 1-jén Voorhoutnak már 14 919 lakosa volt.
A második világháborúig Voorhout fő bevételi forrása a virághagymaiparból származott. Ma még csak a lakosság kis hányada foglalkozik virághagyma-termesztéssel. A legtöbben Voorhouton kívül dolgoznak. 2006. január 1-jén Voorhout, Warmond és Sassenheim települések egyesültek, így létrejött az új Teylingen önkormányzat, néhány lakos megdöbbenésére.

## Híres lakosai

### Voorhoutban született
- Herman Boerhaave (1668. december 31. – 1738. szeptember 23.), botanikus, humanista és európai hírű orvos
- Edwin van der Sar (1970. október 29.), labdarúgó (kapus)
- Rob van Dijk (1969. január 15.), labdarúgó (kapus)
- Jens Salfeld (2004. március 17.), labdarúgó (kapus)

### Voorhoutban élt
- Bajor Jacqueline (Le Quesnoy, 1401. július 16. – Slot Teylingen, 1436. október 9.), Hollandia grófnője, néhány évig Slot Teylingenben élt
- Carlo l'Ami, egykori labdarúgó (kapus), később az AFC Ajax kapusedzője, Amszterdamban
- Joris Schouten (Blokker, 1926. szeptember 23. – Voorhout, 2021. július 2.), politikus
- Chiara Tissen (1964. március 5.) színésznő és író
- EM Uhlenbeck ( Hága, 1913. augusztus 9. – Voorhout, 2003. május 27.), nyelvész
- Truus van Aalten ( Arnhem, 1910. augusztus 2. – Warmond, 1999. június 27.) színésznő, 1954 után, mivel a nácik befejezték filmkomikusi pályafutását, szuvenírimport/export üzletet vezetett Voorhoutban.
- Marco van Basten (1964. október 31.), volt labdarúgó (csatár), később az AFC Ajax, az SC Heerenveen és az AZ Alkmaar edzője
- Frank van Borssele (1395–1470), Holland és Zeeland tartomány Stadholder (kormányzója), Oostervant grófja, Jacoba van Beieren negyedik férje, néhány évig Slot Teylingenben élt.
- Edwin van der Sar (1970. október 29.), az AFC Ajax, a Juventus, a Fulham, a Manchester United és a nemzeti csapat kapusa a VV Foreholte csapatánál kezdte pályafutását.

## Látnivalók
- Teylingen-kastély, hollandul: Slot Teylingen (műemlék)
- A Boerhaave-ház hollandul: het Boerhaavehuis (műemlék)
- Kis templom, hollandul: Kleine Kerk (műemlék)
- Szent Bertalan-templom (vagy nagytemplom), hollandul: Sint-Bartholomeüskerk (a Grote Kerk)
- Poldermalom A remény életet hoz, hollandul: Poldermolen Hoop Doet Leven (műemlék)
- Tulipland Panorama, hollandul: Panorama Tulipland (2011-ben megszűnt)
- A Hooghkamer farm, hollandul: De Hooghkamer (műemlék)
- Rijnoord Farm, hollandul: Rijnoord Boerderij (műemlék)
- Klein Bouwlust Farm, hollandul: Klein Bouwlust (műemlék)
- Noordhout Farm, hollandul: Noordhout (műemlék)

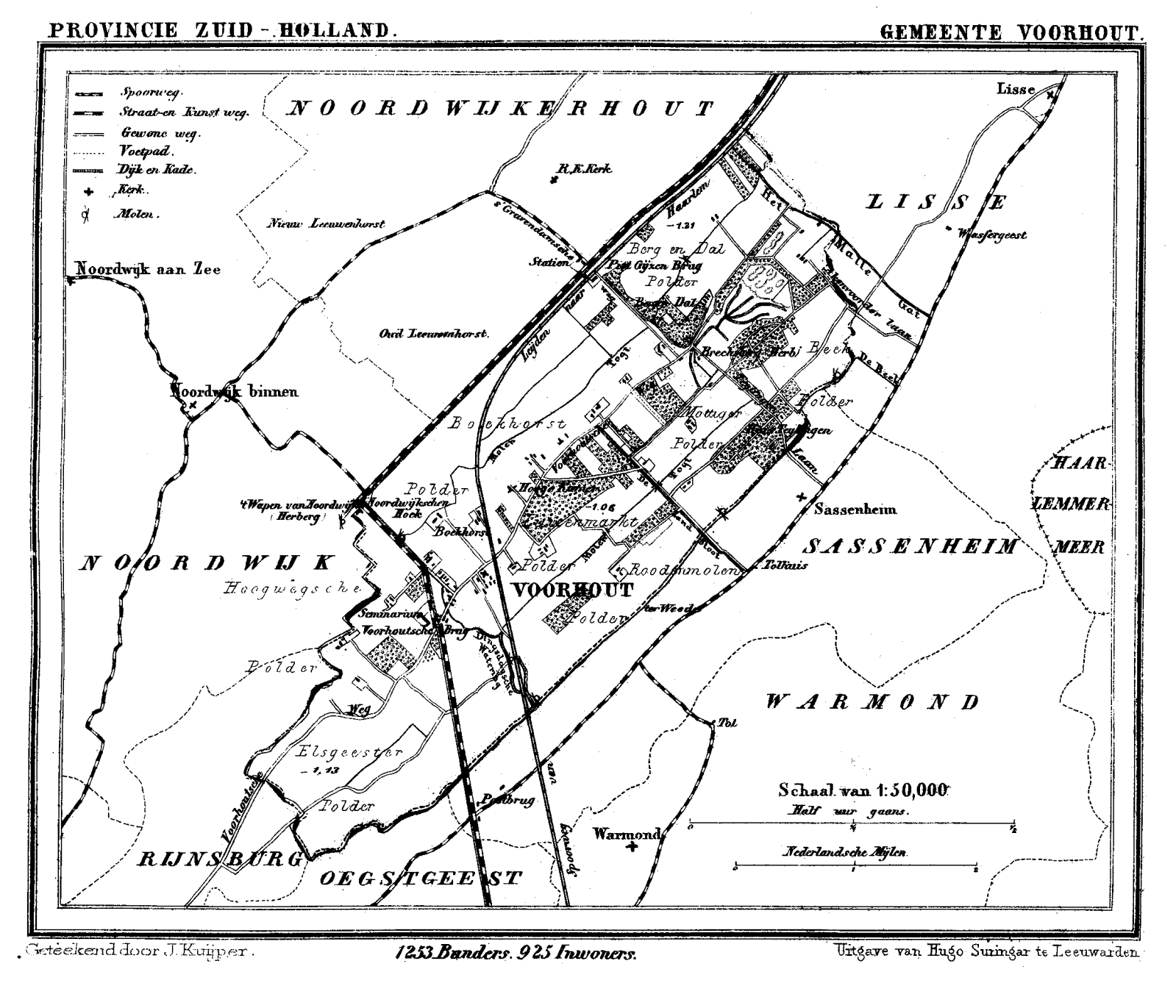
Voorhout térképe 1867-ből
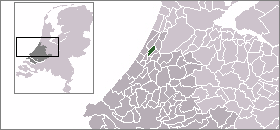
Voorhout Hollandia térképén
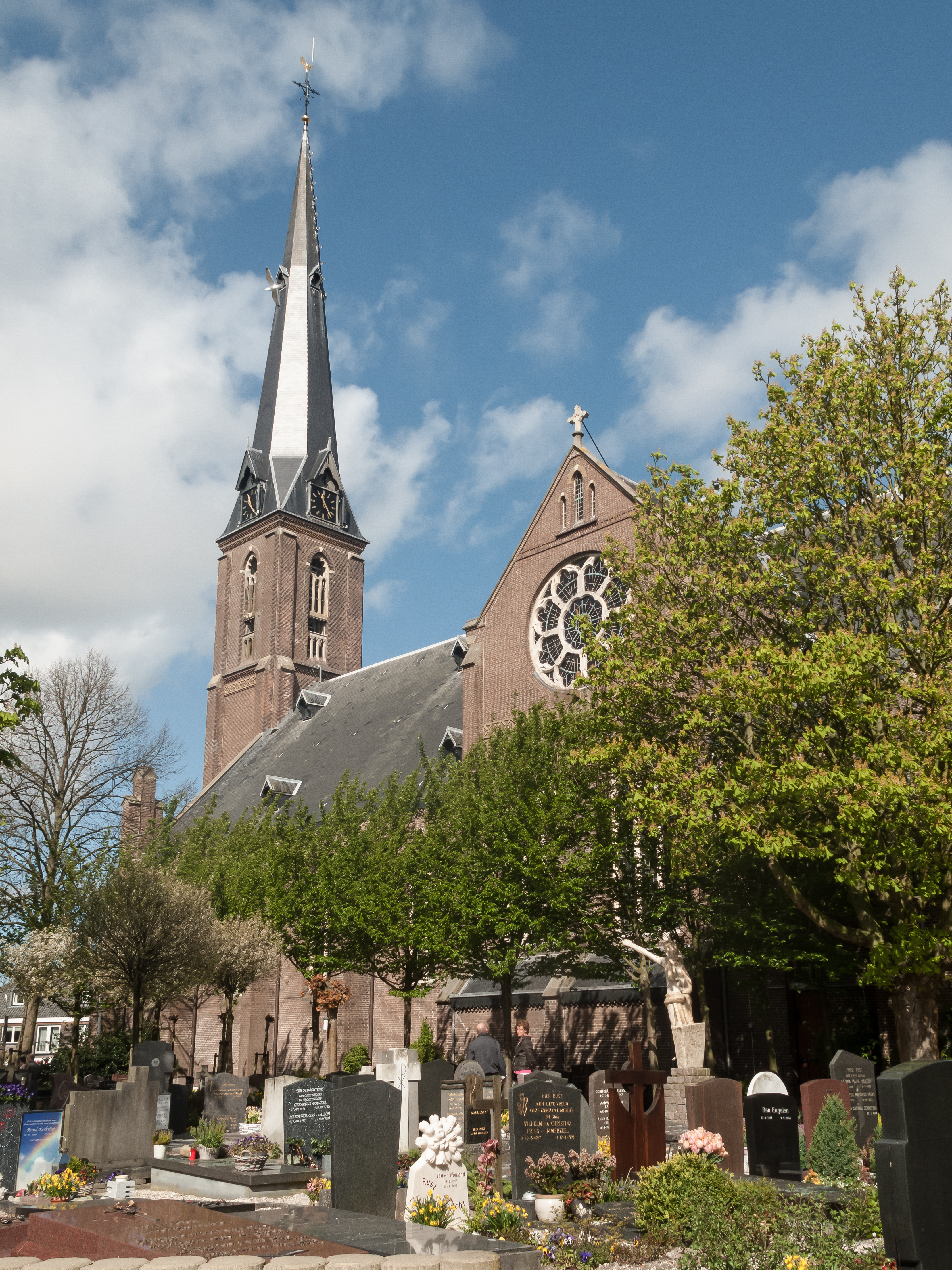
Sint Bartholomeuskerk (Szent Bertalan-templom)
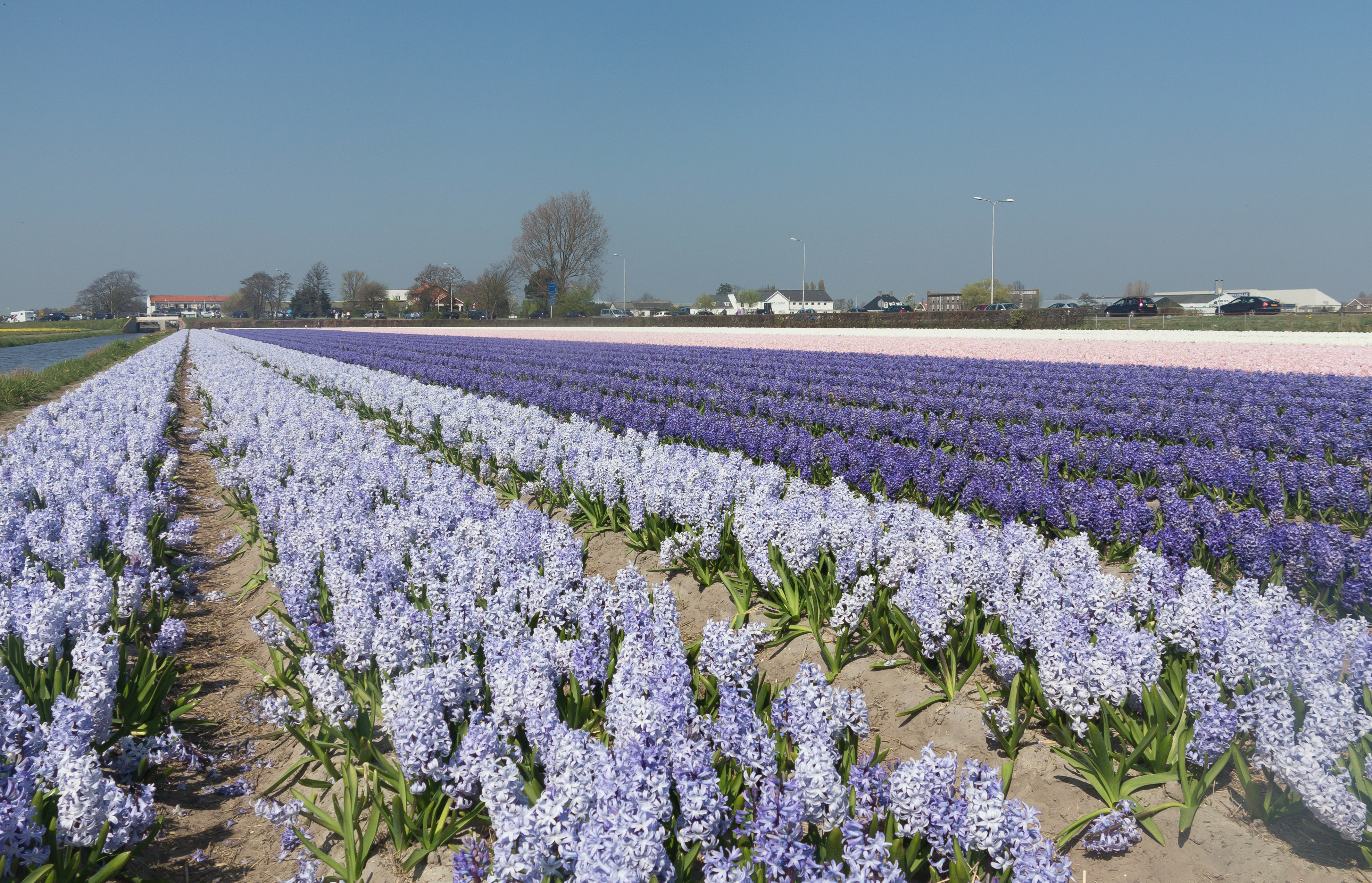
Jácintmező

## Szervezetek

### Sportegyesületek
- VV Foreholte, futballklub
- h.v. Foreholte, kézilabdaklub
- MHC Voorhout, jégkorongklub
- SV Voorhout, teniszklub
- TV Voorhout, teniszklub
- De Columbiaan, úszóklub
- Forwodians, kosárlabdaklub
- Bacluvo, tollaslabdaklub
- Inspiraton, majorette és twirlingklub

### Zenei szervezetek
- Szent Cecilia, római katolikus zenei szervezet

## Fordítás
- Ez a szócikk részben vagy egészben  a   Voorhout című angol Wikipédia-szócikk ezen változatának fordításán alapul.  Az eredeti cikk szerkesztőit annak laptörténete sorolja fel. Ez a jelzés csupán a megfogalmazás eredetét és a szerzői jogokat jelzi, nem szolgál a cikkben szereplő információk forrásmegjelöléseként.